# Alpen Cup w biegach narciarskich 2013/2014
Alpen Cup w biegach narciarskich 2013/2014 to kolejna edycja tego cyklu zawodów. Rywalizacja rozpoczęła się 13 grudnia 2013 w austriackim St. Ulrich am Pillersee, a zakończyła 16 marca 2014 we włoskim Prato Gentile.
Obrończynią tytułu wśród kobiet była Niemka Monique Siegel, a wśród mężczyzn Niemiec Franz Göring.

## Kalendarz i wyniki

### Kobiety
| Lp  | Data             | Miejscowość             | Dystans                      | 1. miejsce                                               | 2. miejsce                                            | 3. miejsce                                                 |
| --- | ---------------- | ----------------------- | ---------------------------- | -------------------------------------------------------- | ----------------------------------------------------- | ---------------------------------------------------------- |
| 1.  | 13 grudnia 2013  | St. Ulrich am Pillersee | Sprint s. dowolnym           | Giulia Stürz                                             | Lucia Joas                                            | Nathalie Schwarz                                           |
| 2.  | 14 grudnia 2013  | St. Ulrich am Pillersee | 10 km s. dowolnym            | Kateřina Smutná                                          | Alena Sannikawa                                       | Célia Bourgeois                                            |
| 3.  | 15 grudnia 2013  | St. Ulrich am Pillersee | 10 km s. klasycznym          | Kateřina Smutná                                          | Polina Ermoshina                                      | Lucia Scardoni                                             |
| 4.  | 21 grudnia 2013  | Gressoney-Saint-Jean    | 10 km s. klasycznym          | Stefanie Böhler                                          | Anouk Faivre-Picon                                    | Laura Orgué                                                |
| 5.  | 22 grudnia 2013  | Gressoney-Saint-Jean    | 10 km s. dowolnym            | Anouk Faivre-Picon                                       | Laura Orgué                                           | Elisa Brocard                                              |
| 6.  | 10 stycznia 2014 | Chamonix-Mont-Blanc     | Sprint s. dowolnym           | Giulia Stürz                                             | Francesca Baudin                                      | Laure Barthélémy                                           |
| 7.  | 11 stycznia 2014 | Chamonix-Mont-Blanc     | 10 km s. klasycznym          | Francesca Baudin                                         | Marina Piller                                         | Laura Orgué                                                |
| 8.  | 12 stycznia 2014 | Chamonix-Mont-Blanc     | Bieg łączony 7,5 km + 7,5 km | Aurélie Dabudyk                                          | Célia Bourgeois                                       | Marina Piller                                              |
| 9.  | 14 lutego 2014   | Campra                  | 2,5 km s. klasycznym         | Sandra Ringwald                                          | Laura Gimmler                                         | Francesca Baudin                                           |
| 10. | 15 lutego 2014   | Campra                  | 10 km s. dowolnym            | Seraina Boner                                            | Sara Pellegrini                                       | Nathalie von Siebenthal                                    |
| 11. | 16 lutego 2014   | Campra                  | 10 km s. klasycznym          | Sara Pellegrini                                          | Sandra Ringwald                                       | Lucia Scardoni                                             |
| 12. | 22 lutego 2014   | Oberwiesenthal          | 10 km s. klasycznym          | Lucia Scardoni                                           | Anamarija Lampič                                      | Monique Siegel                                             |
| 13. | 23 lutego 2014   | Oberwiesenthal          | Sztafeta 3x5 km s. dowolnym  | Włochy I Lucia Scardoni · Sara Pellegrini · Giulia Stürz | Niemcy I Sofie Krehl · Monique Siegel · Sarah Schaber | Słowenia I Anamarija Lampič · Manca Slabanja · Lea Einfalt |
| 14. | 8 marca 2014     | Rogla                   | Sprint s. klasycznym         | Elisabeth Schicho                                        | Lucia Joas                                            | Laura Gimmler                                              |
| 15. | 9 marca 2014     | Rogla                   | 15 km s. dowolnym            | Aurélie Dabudyk                                          | Sara Pellegrini                                       | Francesca Baudin                                           |
| 16. | 14 marca 2014    | Valdidentro             | 2,5 s. dowolnym              | Alenka Čebašek                                           | Marion Buillet                                        | Francesca Baudin                                           |
| 17. | 15 marca 2014    | Valdidentro             | 10 km s. klasycznym          | Francesca Baudin                                         | Virginia De Martin Topranin                           | Debora Agreiter                                            |
| 18. | 16 marca 2014    | Valdidentro             | 10 km s. dowolnym            | Nathalie von Siebenthal                                  | Francesca Baudin                                      | Debora Agreiter                                            |

### Mężczyźni
| Lp  | Data             | Miejscowość             | Dystans                       | 1. miejsce                                        | 2. miejsce                                                    | 3. miejsce                                                   |
| --- | ---------------- | ----------------------- | ----------------------------- | ------------------------------------------------- | ------------------------------------------------------------- | ------------------------------------------------------------ |
| 1.  | 13 grudnia 2013  | St. Ulrich am Pillersee | Sprint s. dowolnym            | Paul Goalabre                                     | Cyril Miranda                                                 | Daniel Heun                                                  |
| 2.  | 14 grudnia 2013  | St. Ulrich am Pillersee | 10 km s. dowolnym             | Florian Notz                                      | Adrien Mougel                                                 | Thomas Wick                                                  |
| 3.  | 15 grudnia 2013  | St. Ulrich am Pillersee | 15 km s. klasycznym           | Dietmar Nöckler                                   | Mattia Pellegrin                                              | Andy Kühne                                                   |
| 4.  | 21 grudnia 2013  | Gressoney-Saint-Jean    | 15 km s. klasycznym           | Giovanni Gullo                                    | Alexis Jeannerod                                              | Thomas Wick                                                  |
| 5.  | 22 grudnia 2013  | Gressoney-Saint-Jean    | 15 km s. dowolnym             | Thomas Moriggl                                    | Jonas Dobler                                                  | Adrien Mougel                                                |
| 6.  | 10 stycznia 2014 | Chamonix-Mont-Blanc     | Sprint s. dowolnym            | Paul Goalabre                                     | Fulvio Scola                                                  | Mirco Bertolina                                              |
| 7.  | 11 stycznia 2014 | Chamonix-Mont-Blanc     | 15 km s. klasycznym           | Paul Goalabre                                     | Francesco De Fabiani                                          | Alexis Jeannerod                                             |
| 8.  | 12 stycznia 2014 | Chamonix-Mont-Blanc     | Bieg łączony 15 km + 15 km    | Mathias Wibault                                   | Paul Goalabre                                                 | Dario Cologna                                                |
| 9.  | 14 lutego 2014   | Campra                  | 3,3 km s. klasycznym          | Maicol Rastelli                                   | Ueli Schnider                                                 | Andy Kühne                                                   |
| 10. | 15 lutego 2014   | Campra                  | 15 km s. dowolnym             | Clement Parisse                                   | Mathias Wibault                                               | Philipp Marschall                                            |
| 11. | 16 lutego 2014   | Campra                  | 15 km s. klasycznym           | Andy Kühne                                        | Philipp Marschall                                             | Bastien Poirrier                                             |
| 12. | 22 lutego 2014   | Oberwiesenthal          | 15 km s. klasycznym           | Florian Notz                                      | Bastien Poirrier                                              | Maicol Rastelli                                              |
| 13. | 23 lutego 2014   | Oberwiesenthal          | Sztafeta 3x7,5 km s. dowolnym | Niemcy I Florian Notz · Andreas Katz · Lucas Bögl | Francja I Paul Goalabre · Alexis Jeannerod · Bastien Poirrier | Włochy I Mirco Bertolina · Valerio Checchi · Maicol Rastelli |
| 14. | 8 marca 2014     | Rogla                   | Sprint s. klasycznym          | Alexander Wolz                                    | Rok Tršan                                                     | Claudio Muller                                               |
| 15. | 9 marca 2014     | Rogla                   | 30 km s. dowolnym             | Adrien Backscheider                               | Francesco De Fabiani                                          | Linard Kindschi                                              |
| 16. | 14 marca 2014    | Valdidentro             | 3,3 s. dowolnym               | Francesco De Fabiani                              | Bernhard Tritscher                                            | Fulvio Scola                                                 |
| 17. | 15 marca 2014    | Valdidentro             | 15 km s. klasycznym           | Florian Notz                                      | Clement Parisse                                               | Giovanni Gullo                                               |
| 18. | 16 marca 2014    | Valdidentro             | 15 km s. dowolnym             | Remo Fischer                                      | Francesco De Fabiani                                          | Florian Notz                                                 |

## Klasyfikacje
| Lp. | Zawodnik                | Punkty |
| --- | ----------------------- | ------ |
| 1.  | Francesca Baudin        | 948    |
| 2.  | Sara Pellegrini         | 763    |
| 3.  | Giulia Sturz            | 728    |
| 4.  | Nathalie Von Siebenthal | 589    |
| 5.  | Lucia Scardoni          | 560    |
| 6.  | Lucia Joas              | 425    |
| 7.  | Aurelie Dabudyk         | 417    |
| 8.  | Monique Siegel          | 394    |
| 9.  | Laura Gimmler           | 331    |
| 9.  | Manon Simille           | 331    |

| Lp. | Zawodnik             | Punkty |
| --- | -------------------- | ------ |
| 1.  | Paul Goalabre        | 612    |
| 2.  | Francesco De Fabiani | 593    |
| 3.  | Andy Kühne           | 571    |
| 4.  | Bastien Poirrier     | 551    |
| 5.  | Florian Notz         | 547    |
| 6.  | Clement Parisse      | 517    |
| 7.  | Philipp Marschall    | 454    |
| 8.  | Alexis Jeannerod     | 417    |
| 9.  | Mathias Wibault      | 348    |
| 10. | Thomas Wick          | 333    |